# Epistrophe nigritibia
Epistrophe nigritibia är en tvåvingeart som beskrevs av Huo, Ren och Zheng 2007. Epistrophe nigritibia ingår i släktet brynblomflugor, och familjen blomflugor.
Artens utbredningsområde är Sichuan (Kina). Inga underarter finns listade i Catalogue of Life.